# Supercuccioli nello spazio
Supercuccioli nello spazio (Space Buddies) è un film del 2009 diretto da Robert Vince. 
Fa parte della serie di film iniziati con Air Bud - Campione a quattro zampe del 1997.

## Trama
I Buddies vengono lanciati per errore nello spazio dove faranno amicizia con un cane astronauta, Sputnik, e lo aiutano a coronare il suo sogno di essere il primo cane a camminare sulla luna.